# John Myung

## Biografia
John Ro Myung és el baixista virtuós i membre inicial del grup de rock progressiu anomenat Dream Theater. En Myung, que és fill de pares coreans, va néixer a Chicago el dia 24 de gener del 1967, però va créixer a Long Island, Nova York. Quan era un xicotet i amb només cinc anys ja tocava el violí, passant-se al baix quan tenia quinze anys en ser convidat a tocar amb un grup local. Un cop enllestida la secundària en Myung va ingressar a l'escola de música de Berklee situada a Boston. Allà va fer amistat amb en John Petrucci i tots dos van conèixer més endavant al bateria i futur company de banda Mike Portnoy. Tots tres van formar el grup Majesty, incloent-hi a dos membres més: un teclista, company de secundària de Myung i Petrucci, anomenat Kevin Moore i un vocalista de nom Chris Collins. Al cap de poc serien coneguts com a Dream Theater.
De la formació inicial només en Myung, en Petrucci i en Portnoy romanen enguany al grup.
En Myung, tot i concentrar llur esforços principalment a Dream Theater, també ha estat un membre important de Platypus des del 1998. Platypus compta amb la col·laboració d'en Ty Tabor de King's X, d'en Derek Sherinian, que fou tecladista de Dream Theater, i d'en Rod Morgenstein, bateria dels Dixie Dregs. Un altre projecte important que involucra a en Myung és Jelly Jam, que consisteix en la mateixa formació que Platypus, però sense en Sherinian. Les influències d'en John són: en Chris Squire, l'Steve Harris, en Geddy Llig i en Cliff Burton. Pel que fa a llur bandes preferides són: els Yes, els Iron Maiden, els Rush o els Metallica.

## Personalitat
En Myung s'ha convertit una mica en el membre misteriós de la banda car rarament ha estat vist parlant o cridant l'atenció durant els vídeos o concerts. Sol ser un tema recurrent dels fans el fet de qüestionar-se si en Myung pot parlar o no tot i que hom sap perfectament que si que ho pot fer degut als seus DVD's instructius. La seva personalitat misteriosa va ser subratllada durant una presentació d'un disc a Alemanya, quan en Myung es va llençar sobre l'actual cantant de la banda, en James Labrie i de la topada, a l'estil dels jugadors de futbol americà, el va fer caure per terra tot causant confusió i sorpresa entre el públic i els altres membres de la banda. En Jordan Rudess va deixar caure al seu bloc personal que en Myung havia estat provocat en una juguesca per tal que fes allò.
En Myung també és conegut per la seva devoció a la pràctica de l'instrument. En Kevin Shirley i en Derek Sherinian han dit al DVD Metropolis 2000: Scenes From a Memory i a una pàgina web, que en Myung és l'únic músic que coneixen que practica el refredament físic després d'un concert. A més, en John Petrucci ha publicat al fòrum de la seva pàgina oficial que, quan estudiava al costat d'en Myung a Berklee, tots dos tenien un acord sobre treballar amb els seus instruments com a mínim sis hores diàries.
Com a anècdota en Jordan Rudess va confirmar a un fòrum que: "John és cristià".
En John Myung ha escrit les lletres d'almenys una cançó per cada àlbum que han fet els Dream Theater des d'Images and Words fins a Scenes From a Memory, no obstant això, des del llançament de Six Degrees of Inner Turbulence, en Myung no ha contribuït més amb les lletres.

## Equip
En John va començar a tocar el baix quan ja tenia quinze anys, però gràcies a la seva experiència anterior amb el violí i la música clàssica, va poder avançar ràpidament des del seu primer baix: un "Memphis" de novell, cap a un Fender Jazz Bass color salmó de quatre cordes. En John ha desenvolupat un estil d'interpretació únic al mànec del baix, afegint línies i melodies al material de la banda que no són comunes a la música rock tradicional. És també molt habitual amb en Myung l'ús d'efectes que no són del tot propis del baix per així disposar d'un estil únic.
Pel primer àlbum de Dream Theater, When Dream and Day Unite, en John va emprar un baix Ernie Ball MusicMan Stingray de quatre cordes modificat de per tot arreu (amb la pastilla frontal enviant un senyal net cap a un amplificador, mentre que el senyal del mànec era enviat cap a un amplificador amb efectes) i, per descomptat, el seu Fender Jazz Bass de quatre cordes. En Myung va fer servir l'Stingray a gairebé tots els concerts en directe pel que fa al període comprès entre 1988 i 1992.
Per a l'enregistrament d'Images and Words el 1992, en John va emprar un baix Spector de quatre cordes, però després es va passar a un baix de sis cordes per a tocar a la gira d'Amèrica, d'Europa i del Japó. Els baixos de sis cordes fets servir formaven part de la línia bàsica de la marca Tobias, i van ser emprats per en Myung a les gires "Images and Tour" i "Music in Progress", des del 1992 fins cap a finals del 1993.
A l'àlbum Awake, en John va ser patrocinat per "Tung", una petita companyia confeccionadora de baixos formada per l'exluthier de Tobias, Nicholas Tung. Amb prou feines es van construir cent instruments però com mínim tres se'ls va quedar en Myung. Aquests eren dos "Wingbass II" (de sis cordes i d'una sola peça, un amb un acabat natural i l'altre estil "sunburst", els dos amb cos de freixe, caps i mànecs de plàtan fals i diapasons de pal rosa) i un "Wingbass II" híbrid (amb el mànec cargolat i dels mateixos materials que els "Wingbass II" d'una sola peça). El "Wingbass II" de color natural es va convertir en l'instrument principal d'en John per a les gires "Waking Up The World" i "A Change of Seasons", encara que els altres dos baixos es poden veure al vídeo instructiu d'en John, "Progressive Bass Concepts". Durant aquest període, també va fer servir un baix acústic "Hamer" per les presentacions "unplugged" a ràdios i presentacions en directe. Pel que fa a amplificació, en Myung va emprar amplificadors Mesa Boogie Strategy 400, Bass 400+ i un preamplificador de guitarra Mesa Boogie Triaxis modificat.
Un cop l'empresa "Tung" va cessar la seva producció d'instruments, en John va passar a ser patrocinat per la divisió d'instruments de Yamaha, fent servir el model TRB (amb trasts i sense) de sis cordes i, ensems treballant amb el taller d'artistes per a dissenyar el seu propi instrument tot partint del cos del model RBX. Ço va esdevenir el 1997 durant l'enregistrament de Falling into Infinity. El baix d'en Myung tindria un diapasó de banús a un mànec de plàtan fals, que estaria cargolat a un cos de vern amb un cap de plàtan fals. El baix sortiria a la venda més tard i estaria disponible amb els colors "vermell robí" i "blau turquesa" i seria anomenat "RBX-6JM". L'RBX d'en Myung i el seu TRB sense trasts serien els dos instruments principals, dins i fora de l'estudi des del 1997, i els faria servir al 'Once In a LIVEtime, del 1998; Metropolis, pt.2: Scenes From a Memory, del 1999; Live Scenes From Nova York del 2001 i, finalment durant el 2002 a l'enregistrament de l'àlbum doble Six Degrees of Inner Turbulence.
El 2002, en John Myung i Yamaha van revelar l'RBX-JM2, una versió actualitzada del baix personalitzat d'en John, que tindria efecte sobre la renovació de tota la gamma de baixos RBX de Yamaha. Els canvis inclouen un cos modificat amb línies més modernes i estilitzades, dos colors nous: "platejat inca" i "morat pruna", amb acabat opac, menys distància entre cordes, el símbol "Yin-Yang" incrustat al dotzè espai i una pastilla Seymour Duncan tipus Musicman. Per a l'enregistrament del seu últim disc, Systematic Chaos, i el directe fa servir un MusicMan Bongo de 5 cordes.
Algunes coses rares que han estat emprades als enregistraments, o alguna vegada en directe són: un baix Musicman Stingray de cinc cordes i un Hamer de vuit cordes (equipat amb les cordes normals d'un baix, més una corda de més a més per cadascuna d'elles, les quals són afinades una vuitena més amunt que la nota inicial, quelcom semblant al que es fa amb les guitarres de dotze cordes) que va estar present a l'estudi durant l'enregistrament de Six Degrees of Innner Turbulence, però que finalment no es va emprar. El mateix va esdevenir amb un estic Chapman de dotze cordes. L'estic és un instrument dissenyat per a tocar-se amb la tècnica "tapping", ço ho converteix en quelcom semblant a la tècnica del pianista. Fins al dia d'avui, en John ha utilitzat l'estic Chapman a només dues cançons de Dream Theater, "New Millenium" i "Take Away My Pain". A més ha contribuït amb algunes pistes utilitzant l'estic al primer enregistrament de "Gordian Knot" de Sean Malone, en concret a les cançons "Srikara Tal" i "Redemption's Way".
A l'escenari, en Myung fa servir unitats de gabinet per a modelar el so al seu gust. La seva configuració actual consta de dues etapes preamplificadores Demeter HBP-1, una caixa DI Demeter VTDB-2B d'una vàlvula, un compressor òptic Demeter HXC-1, un preamplifiacdor Ashdown ABM RPM-1 EVO II i un amplificador ABM APM 1000 Evo II, un preamplificador Pearce BC-1, un pedal Framptone 3-Banger (per a triar entre els preamplificadors i llur configuracions), i finalment, un amplificador Mesa Big Block 750. L'absència dels tradicionals gabinets d'amplificadors per part de tots els membres de banda, llevat d'en John Petrucci (que els ha de menester per a fer l'efecte de retroalimentació de tant en tant), s'explica mitjançant l'ús de caixes DI que envien el senyal dels instruments directament a la taula d'equalització, permetent als membres del grup fer servir audiòfons amb el senyal de tornada, cosa que millora dràsticament l'equalització del so, a més de donar l'avantatge als músics de poder personalitzar-lo.
Sense considerar tots els preamplificadors que en John fa servir pels efectes d'"overdrive" i distorsió, l'únic efecte utilitzat és un Eventide DSP4000 Ultra-Harmonizer, emprat per a tons de "chorus", harmonització i altres efectes semblants. En John ha dit: "Utilitzo la configuració Hyper Quad a l'Eventide. Funciona bé i em dona un to ampli i espacial que li dona vida al so del meu baix, sobretot en directe".

## Discografia
- Dream Theater - When Dream and Day Unite (1989)
- Dream Theater - Images and Words (1992)
- Dream Theater - Live At The Marquee (1993)
- Dream Theater - Awake (1994)
- Dream Theater - A Change of Seasons (1995)
- Dream Theater - Falling Into Infinity (1997)
- Dream Theater - Once In A LIVEtime (1998)
- Platypus - When Pus Comes To Shove (1999)
- Dream Theater - Metropolis Pt. 2: Scenes from a Memory (1999)
- Platypus - Ice Cycles (2000)
- Gordian Knot - Gordian Knot (album) (2000)
- Dream Theater - Live Scenes From New York (2001)
- The Jelly Jam - The Jelly Jam (2002)
- Explorers Club - Raising The Mammoth (2002)
- Dream Theater - Six Degrees of Inner Turbulence (2002)
- Dream Theater - Train Of Thought (2003)
- The Jelly Jam - The Jelly Jam 2 (2004)
- Dream Theater - Live At Budokan (2004)
- Dream Theater - Octavarium (2005)
- Dream Theater - SCORE (2006)
- Dream Theater - Systematic Chaos (2007)

## Videografia
- Dream Theater - Images And Words: Live In Tokyo (1993)
- Dream Theater - Awake In Japan (1995)
- John Myung - Progressive Bass Concepts (1996)
- Dream Theater - 5 Years In A LIVEtime (1998)
- Dream Theater - Metropolis 2000: Scenes From New York (2001)
- Dream Theater - Live At Budokan (2004)
- Dream Theater - When Dream And Day Reunite (2004)
- Dream Theater - SCORE (2006)